# Furcula fuscomarginata
Furcula fuscomarginata är en fjärilsart som beskrevs av Edward Alfred Cockayne 1951. Furcula fuscomarginata ingår i släktet Furcula och familjen tandspinnare. Inga underarter finns listade i Catalogue of Life.